# Contea di Kershaw
La contea di Kershaw (in inglese Kershaw County) è una contea dello Stato della Carolina del Sud, negli Stati Uniti. La popolazione al censimento del 2000 era di 52 647 abitanti. Il capoluogo di contea è Camden. Fa parte dell'area metropolitana di Columbia.

## Geografia
La contea si trova nel centro-nord dello Stato. Il fiume Lynches forma il confine nord-est. Il territorio è prevalentemente collinare.

### Contee confinanti
- Contea di Lancaster - nord
- Contea di Chesterfield - est
- Contea di Darlington - est
- Contea di Lee - sud-est
- Contea di Sumter - sud-est
- Contea di Richland - sud-ovest
- Contea di Fairfield - ovest

## Storia
L'area era abitata da nativi parlanti lingue Siouan prima dell'arrivo dei coloni europei. La contea fu istituita nel 1791 da parti delle contee di Claremont, Fairfield, Lancaster e Richland. Fu chiamata così in onore di Joseph Kershaw, che combatté durante la rivoluzione americana. Nel 1780 si svolse la battaglia di Camden.

## Comuni
L'unica city è Camden, il capoluogo.

### Towns
- Bethune
- Elgin

### Census-designated places
- Abney Crossroads
- Boykin
- East Camden
- Lugoff